# 鄒堅
邹坚（1921年8月16日—2004年11月12日），别字统亚，又名统球，福建建甌人，台灣戰後移民。中華民國海軍將領、外交官，中央军校第十七期炮科毕业。马尾海军学校第二期轮机科、青岛海军军官学校第五期航海班、中華民國三军大学战争学院将官班、英国格林威治海军大学、英国海军潜艇专科学校毕业。
历任重庆防空司令部参谋，巡洋舰重庆号中队长。1949年到台湾，历任海军总司令部少将参谋，沅江舰舰长，太湖号护卫舰舰长，总统府侍卫官，洛阳号驱逐舰舰长，海军舰队司令部参谋长，海军专科学校校长。1965年起任驻美国大使馆海军少将武官。
1971年升為海軍中將。1972年任总统府侍卫长。1975年任海军总司令部副總司令。1976年任海军总司令，授海军二级上将。1983年调任國防部參謀本部副总参谋长兼执行官。1986年7月任驻韩国大使。1990年退休，受聘为總統府戰略顧問。先后当选国民党第十一至十三届中央委员。1993年8月当选国民党第十四届中央评议委员。
2004年11月12日因心臟病突發逝世，葬於五指山國軍示範公墓。